# (73245) 2002 JU39
(73245) 2002 JU39 – planetoida z pasa głównego asteroid okrążająca Słońce w ciągu 3,22 lat w średniej odległości 2,18 j.a. Odkryta 10 maja 2002 roku.